# Copa del Món de Futbol de 1934
La Copa del Món de Futbol 1934 va ser la segona edició de la Copa del Món de Futbol i va tenir lloc a Itàlia l'any 1934. La competició es disputà entre el 23 de maig i el 10 de juny de 1934 i Itàlia en fou campiona en derrotar Txecoslovàquia a la final per 2 a 1. El torneig fou utilitzat per Benito Mussolini com a propaganda feixista.

## Antecedents

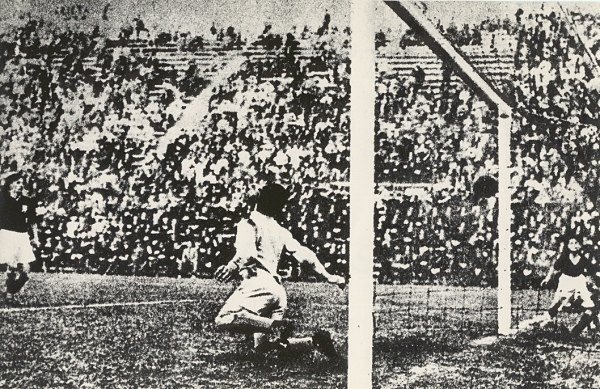
El gol decisiu de la final: Schiavio bat Plánička.

Després de retirar la seva candidatura pel Mundial de 1930, Itàlia es decidí a assolir l'organització de la següent Copa del Món. Benito Mussolini s'encarregà personalment que Itàlia fos escollida (i de què guanyés el títol). Suècia retirà la seva candidatura, misteriosament, el 1932, pel que Itàlia fou escollida per unanimitat. Per primer cop, es van inscriure més seleccions de les que podien disputar la fase final. Fou, per tant, la primera Copa que necessità fase de classificació. Uruguai boicotejà l'esdeveniment en protesta per la manca de seleccions europees al seu mundial.

## Seus
De la mateixa manera que succeí a Berlín, als Jocs Olímpics celebrats dos anys més tard, la Copa del Món de futbol de l'any 1934 fou utilitzada políticament per Benito Mussolini per promoure el feixisme.
Es seleccionaren vuit ciutats per a la celebració dels partits, la majoria del nord del país. Aquestes foren: Milà (a la Llombardia), Torí (al Piemont), Gènova (a la Ligúria), Trieste (al Vènet), Bolonya (a l'Emília-Romanya), Florència (a la Toscana), Roma (al Laci) i Nàpols (al Campanya). Alguns estadis duien noms que feien referència al feixisme, com l'Stadio Nazionale del Partito Nazionale Fascista o l'Stadio Benito Mussolini.
| Bolonya                                     | Florència             | Gènova                | Milà                       |
| ------------------------------------------- | --------------------- | --------------------- | -------------------------- |
| Stadio Littoriale                           | Stadio Giovanni Berta | Stadio Luigi Ferraris | Stadio Calcistico San Siro |
| Capacitat: 38.279                           | Capacitat: 47.290     | Capacitat: 36.703     | Capacitat: 55.000          |
| Stadio Littoriale                           | Stadio Giovanni Berta | Stadio Luigi Ferraris | San Siro                   |
| Nàpols                                      | Roma                  | Trieste               | Torí                       |
| Stadio Giorgio Ascarelli                    | Stadio Nazionale PNF  | Stadio Littorio       | Stadio Benito Mussolini    |
| Capacitat: 40.000                           | Capacitat: 47.300     | Capacitat: 8.000      | Capacitat: 28.140          |
| Estadi Giorgio Ascarelli (abans Partenopeo) | Stadio Nazionale PNF  | Stadio Littorio       | Estadi Olímpic de Torí     |

## Equips participants

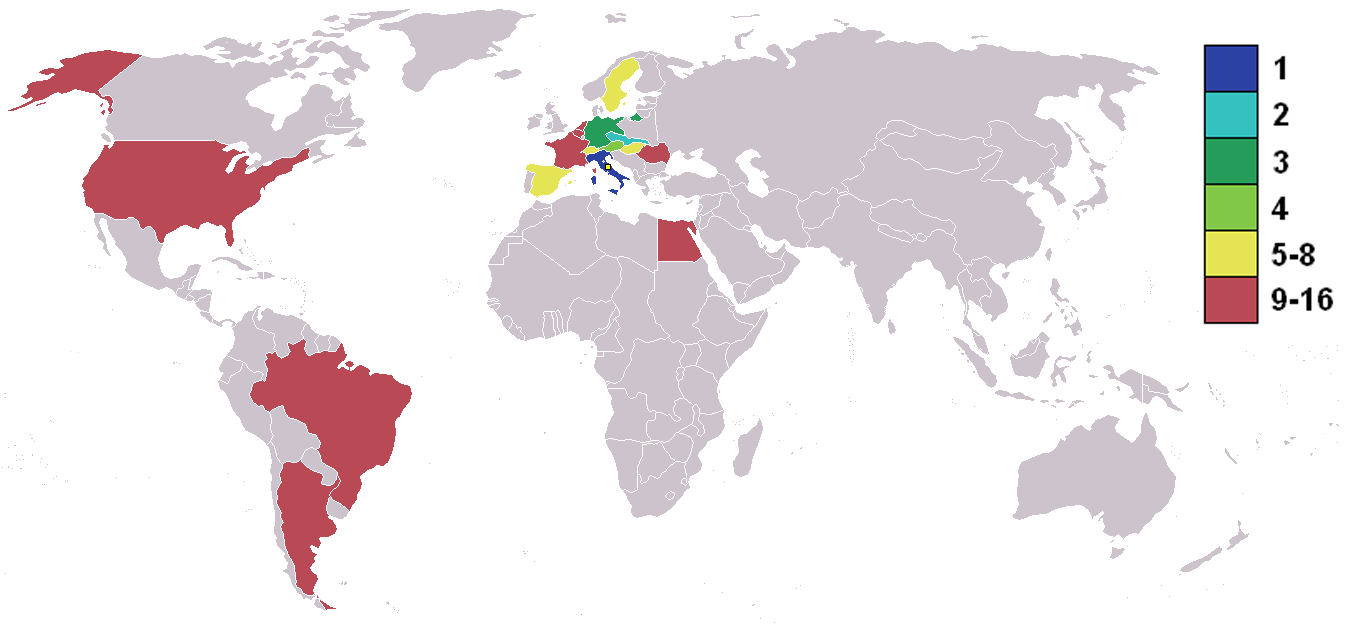
Equips participants

Per a aquest torneig s'hi van inscriure trenta-dues associacions, pel que es va haver de disputar una ronda de qualificació, per a determinar les setze classificades. Només es classificaren quatre països no europeus: Argentina, Brasil, Estats Units i Egipte (primera selecció africana en participar en una Copa del Món). Uruguai renuncià a participar-hi com a protesta per la poca assistència al campionat anterior, essent l'únic equip campió que no ha defensat el seu títol.
Les seleccions classificades foren (en cursiva les seleccions debutants):
| Equips participants | Equips participants | Equips participants | Equips participants |
| ------------------- | ------------------- | ------------------- | ------------------- |
| Alemanya            | Brasil              | França              | Romania             |
| Argentina           | Egipte              | Hongria             | Suècia              |
| Àustria             | Espanya             | Itàlia              | Suïssa              |
| Bèlgica             | Estats Units        | Països Baixos       | Txecoslovàquia      |

## Resultats
Aquesta edició de la Copa del Món va canviar de format, substituint la fase de grups per dues eliminatòries directes. Aquestes es disputaren amb pròrroga en cas d'empat i amb un partit de desempat en cas d'empat al final de la pròrroga. Per primer cop es disputà un partit pel tercer lloc.
|  | Vuitens de final       | Vuitens de final     |                                            |       | Quarts de final | Quarts de final |                    |                    | Semifinals | Semifinals |  |  | Final | Final |
|  |                        |                      |                                            |       |                 |                 |                    |                    |            |            |  |  |       |       |
|  | 27 de maig – Roma      |                      |                                            |       |                 |                 |                    |                    |            |            |  |  |       |       |
|  |                        |                      |                                            |       |                 |                 |                    |                    |            |            |  |  |       |       |
|  | Itàlia                 | 7                    |                                            |       |                 |                 |                    |                    |            |            |  |  |       |       |
|  | Itàlia                 | 7                    | 31 de maig – Florència (repetit 1 de juny) |       |                 |                 |                    |                    |            |            |  |  |       |       |
|  | Estats Units           | 1                    |                                            |       |                 |                 |                    |                    |            |            |  |  |       |       |
|  | Estats Units           | 1                    | Itàlia                                     | 1 (1) |                 |                 |                    |                    |            |            |  |  |       |       |
|  | 27 de maig – Gènova    |                      | Itàlia                                     | 1 (1) |                 |                 |                    |                    |            |            |  |  |       |       |
|  |                        | Espanya              | 1 (0)                                      |       |                 |                 |                    |                    |            |            |  |  |       |       |
|  | Brasil                 | Espanya              | 1 (0)                                      | 1     |                 |                 |                    |                    |            |            |  |  |       |       |
|  | Brasil                 |                      | 3 de juny – Milà                           | 1     |                 |                 |                    |                    |            |            |  |  |       |       |
|  | Espanya                | 3                    |                                            |       |                 |                 |                    |                    |            |            |  |  |       |       |
|  | Espanya                | 3                    | Itàlia                                     | 1     |                 |                 |                    |                    |            |            |  |  |       |       |
|  | 27 de maig – Nàpols    |                      | Itàlia                                     | 1     |                 |                 |                    |                    |            |            |  |  |       |       |
|  |                        | Àustria              | 0                                          |       |                 |                 |                    |                    |            |            |  |  |       |       |
|  | Hongria                | Àustria              | 0                                          | 4     |                 |                 |                    |                    |            |            |  |  |       |       |
|  | Hongria                | 31 de maig – Bolonya |                                            | 4     |                 |                 |                    |                    |            |            |  |  |       |       |
|  | Egipte                 | 2                    |                                            |       |                 |                 |                    |                    |            |            |  |  |       |       |
|  | Egipte                 | 2                    | Hongria                                    | 1     |                 |                 |                    |                    |            |            |  |  |       |       |
|  | 27 de maig – Torí      |                      | Hongria                                    | 1     |                 |                 |                    |                    |            |            |  |  |       |       |
|  |                        | Àustria              | 2                                          |       |                 |                 |                    |                    |            |            |  |  |       |       |
|  | Àustria (pr.)          | Àustria              | 2                                          | 3     |                 |                 |                    |                    |            |            |  |  |       |       |
|  | Àustria (pr.)          |                      | 10 de juny – Roma                          | 3     |                 |                 |                    |                    |            |            |  |  |       |       |
|  | França                 | 2                    |                                            |       |                 |                 |                    |                    |            |            |  |  |       |       |
|  | França                 | 2                    | Itàlia (pr.)                               | 2     |                 |                 |                    |                    |            |            |  |  |       |       |
|  | 27 de maig – Trieste   |                      | Itàlia (pr.)                               | 2     |                 |                 |                    |                    |            |            |  |  |       |       |
|  |                        | Txecoslovàquia       | 1                                          |       |                 |                 |                    |                    |            |            |  |  |       |       |
|  | Txecoslovàquia         | Txecoslovàquia       | 1                                          | 2     |                 |                 |                    |                    |            |            |  |  |       |       |
|  | Txecoslovàquia         | 31 de maig – Torí    |                                            | 2     |                 |                 |                    |                    |            |            |  |  |       |       |
|  | Romania                | 1                    |                                            |       |                 |                 |                    |                    |            |            |  |  |       |       |
|  | Romania                | 1                    | Txecoslovàquia                             | 3     |                 |                 |                    |                    |            |            |  |  |       |       |
|  | 27 de maig – Milà      |                      | Txecoslovàquia                             | 3     |                 |                 |                    |                    |            |            |  |  |       |       |
|  |                        | Suïssa               | 2                                          |       |                 |                 |                    |                    |            |            |  |  |       |       |
|  | Països Baixos          | Suïssa               | 2                                          | 2     |                 |                 |                    |                    |            |            |  |  |       |       |
|  | Països Baixos          |                      | 3 de juny – Roma                           | 2     |                 |                 |                    |                    |            |            |  |  |       |       |
|  | Suïssa                 | 3                    |                                            |       |                 |                 |                    |                    |            |            |  |  |       |       |
|  | Suïssa                 | 3                    | Txecoslovàquia                             | 3     |                 |                 |                    |                    |            |            |  |  |       |       |
|  | 27 de maig – Bolonya   |                      | Txecoslovàquia                             | 3     |                 |                 |                    |                    |            |            |  |  |       |       |
|  |                        | Alemanya             | 1                                          |       | Tercer lloc     | Tercer lloc     |                    |                    |            |            |  |  |       |       |
|  | Argentina              | Alemanya             | 1                                          | 2     | Tercer lloc     | Tercer lloc     |                    |                    |            |            |  |  |       |       |
|  | Argentina              | 31 de maig – Milà    | 31 de maig – Milà                          | 2     |                 |                 | 7 de juny – Nàpols | 7 de juny – Nàpols |            |            |  |  |       |       |
|  | Suècia                 | 31 de maig – Milà    | 31 de maig – Milà                          | 3     |                 |                 | 7 de juny – Nàpols | 7 de juny – Nàpols |            |            |  |  |       |       |
|  | Suècia                 | Suècia               | 1                                          | 3     | Àustria         | 2               |                    |                    |            |            |  |  |       |       |
|  | 27 de maig – Florència | Suècia               | 1                                          |       | Àustria         | 2               |                    |                    |            |            |  |  |       |       |
|  |                        | Alemanya             | 2                                          |       | Alemanya        | 3               |                    |                    |            |            |  |  |       |       |
|  | Alemanya               | Alemanya             | 2                                          | 5     | Alemanya        | 3               |                    |                    |            |            |  |  |       |       |
|  | Alemanya               |                      |                                            | 5     |                 |                 |                    |                    |            |            |  |  |       |       |
|  | Bèlgica                | 2                    |                                            |       |                 |                 |                    |                    |            |            |  |  |       |       |
|  | Bèlgica                | 2                    |                                            |       |                 |                 |                    |                    |            |            |  |  |       |       |

### Vuitens de final
| Suècia                       | 3–2     | Argentina              |
| ---------------------------- | ------- | ---------------------- |
| Jonasson 9', 67' · Kroon 79' | Informe | Belis 4' · Galateo 48' |

| Alemanya                                           | 5–2     | Bèlgica           |
| -------------------------------------------------- | ------- | ----------------- |
| Kobierski 25' · Siffling 49' · Conen 66', 70', 87' | Informe | Voorhoof 29', 43' |

| Suïssa                          | 3–2     | Països Baixos        |
| ------------------------------- | ------- | -------------------- |
| Kielholz 7', 43' · Abegglen 66' | Informe | Smit 29' · Vente 69' |

| Txecoslovàquia        | 2–1     | Romania   |
| --------------------- | ------- | --------- |
| Puč 50' · Nejedlý 67' | Informe | Dobay 11' |

| Hongria                                  | 4–2     | Egipte         |
| ---------------------------------------- | ------- | -------------- |
| Teleki 11' · Toldi 27', 61' · Vincze 53' | Informe | Fawzi 31', 39' |

| Àustria                                | 3–2 (pr.) | França                           |
| -------------------------------------- | --------- | -------------------------------- |
| Sindelar 44' · Schall 93' · Bican 109' | Informe   | Nicolas 18' · Verriest 116' (p.) |

| Espanya                                | 3–1     | Brasil       |
| -------------------------------------- | ------- | ------------ |
| Iraragorri 18' (p.), 25' · Lángara 29' | Informe | Leônidas 55' |

| Itàlia                                                            | 7–1     | Estats Units |
| ----------------------------------------------------------------- | ------- | ------------ |
| Schiavio 18', 29', 64' · Orsi 20', 69' · Ferrari 63' · Meazza 90' | Informe | Donelli 57'  |

### Quarts de final
| Alemanya         | 2–1     | Suècia     |
| ---------------- | ------- | ---------- |
| Hohmann 60', 63' | Informe | Dunker 82' |

| Txecoslovàquia                          | 3–2     | Suïssa                   |
| --------------------------------------- | ------- | ------------------------ |
| Svoboda 24' · Sobotka 49' · Nejedlý 82' | Informe | Kielholz 18' · Jäggi 78' |

| Àustria                  | 2–1     | Hongria         |
| ------------------------ | ------- | --------------- |
| Horvath 8' · Zischek 51' | Informe | Sárosi 60' (p.) |

| Itàlia      | 1–1 (pr.) | Espanya      |
| ----------- | --------- | ------------ |
| Ferrari 44' | Informe   | Regueiro 30' |

| Itàlia     | 1–0     | Espanya |
| ---------- | ------- | ------- |
| Meazza 11' | Informe |         |

### Semifinals
| Txecoslovàquia        | 3–1     | Alemanya  |
| --------------------- | ------- | --------- |
| Nejedlý 21', 69', 80' | Informe | Noack 62' |

| Itàlia     | 1–0     | Àustria |
| ---------- | ------- | ------- |
| Guaita 19' | Informe |         |

### Tercer lloc
| Alemanya                   | 3–2     | Àustria                 |
| -------------------------- | ------- | ----------------------- |
| Lehner 1', 42' · Conen 27' | Informe | Horvath 28' · Sesta 54' |

### Final
| Itàlia                  | 2–1     | Txecoslovàquia |
| ----------------------- | ------- | -------------- |
| Orsi 81' · Schiavio 95' | Informe | Puč 71'        |

## Campió
| Guanyador de Copa del Món de Futbol de 1934 |
| ------------------------------------------- |
| · Itàlia · Primer títol                     |

## Classificació final
El 1986, la FIFA va publicar un informe que classificava tots els equips de cada Copa del Món fins a la de 1986, basada en l'actuació a la competició, els resultats generals i la qualitat dels contraris (sense comptar els resultats de repetició). El rànquing del torneig de 1934 era el següent:
| P                              | Equip          | PJ | PG | PE | PP | GF | GC | DG | Pts. |
| ------------------------------ | -------------- | -- | -- | -- | -- | -- | -- | -- | ---- |
| 1                              | Itàlia         | 4  | 3  | 1  | 0  | 11 | 3  | +8 | 7    |
| 2                              | Txecoslovàquia | 4  | 3  | 0  | 1  | 9  | 6  | +3 | 6    |
| 3                              | Alemanya       | 4  | 3  | 0  | 1  | 11 | 8  | +3 | 6    |
| 4                              | Àustria        | 4  | 2  | 0  | 2  | 7  | 7  | 0  | 4    |
| Eliminats als quarts de final  |                |    |    |    |    |    |    |    |      |
| 5                              | Espanya        | 2  | 1  | 1  | 0  | 4  | 2  | +2 | 3    |
| 6                              | Hongria        | 2  | 1  | 0  | 1  | 5  | 4  | +1 | 2    |
| 7                              | Suïssa         | 2  | 1  | 0  | 1  | 5  | 5  | 0  | 2    |
| 8                              | Suècia         | 2  | 1  | 0  | 1  | 4  | 4  | 0  | 2    |
| Eliminats als vuitens de final |                |    |    |    |    |    |    |    |      |
| 9                              | Argentina      | 1  | 0  | 0  | 1  | 2  | 3  | −1 | 0    |
| 9                              | França         | 1  | 0  | 0  | 1  | 2  | 3  | −1 | 0    |
| 9                              | Països Baixos  | 1  | 0  | 0  | 1  | 2  | 3  | −1 | 0    |
| 12                             | Romania        | 1  | 0  | 0  | 1  | 1  | 2  | −1 | 0    |
| 13                             | Egipte         | 1  | 0  | 0  | 1  | 2  | 4  | −2 | 0    |
| 14                             | Brasil         | 1  | 0  | 0  | 1  | 1  | 3  | −2 | 0    |
| 15                             | Bèlgica        | 1  | 0  | 0  | 1  | 2  | 5  | −3 | 0    |
| 16                             | Estats Units   | 1  | 0  | 0  | 1  | 1  | 7  | −6 | 0    |

## Golejadors
| 5 gols - [[Fitxer:Flag of the Czech Republic.svg\|23x15px\|border \|alt=Txecoslovàquia\|link=Selecció de futbol de Txecoslovàquia\|{{#if:\|]] Oldřich Nejedlý 4 gols - [[Fitxer:Flag of Germany (1933-1935).svg\|23x15px\|border \|alt=Alemanya\|link=Selecció de futbol d'Alemanya\|{{#if:\|]] Edmund Conen - [[Fitxer:Flag of Italy (1861-1946).svg\|23x15px\|border \|alt=Itàlia\|link=Selecció de futbol d'Itàlia\|{{#if:\|]] Angelo Schiavio 3 gols - [[Fitxer:Flag of Switzerland.svg\|23x16px\|border \|alt=Suïssa\|link=Selecció de futbol de Suïssa\|{{#if:\|]] Leopold Kielholz - [[Fitxer:Flag of Italy (1861-1946).svg\|23x15px\|border \|alt=Itàlia\|link=Selecció de futbol d'Itàlia\|{{#if:\|]] Raimondo Orsi | 2 gols - [[Fitxer:Flag of Italy (1861-1946).svg\|23x15px\|border \|alt=Itàlia\|link=Selecció de futbol d'Itàlia\|{{#if:\|]] Giuseppe Meazza - [[Fitxer:Flag of Italy (1861-1946).svg\|23x15px\|border \|alt=Itàlia\|link=Selecció de futbol d'Itàlia\|{{#if:\|]] Giovanni Ferrari - [[Fitxer:Flag of Belgium (civil).svg\|23x15px\|border \|alt=Bèlgica\|link=Selecció de futbol de Bèlgica\|{{#if:\|]] Bernard Voorhoof - [[Fitxer:Flag of Sweden.svg\|23x15px\|border \|alt=Suècia\|link=Selecció de futbol de Suècia\|{{#if:\|]] Sven Jonasson - [[Fitxer:Flag of Spain (1931–1939).svg\|23x15px\|border \|alt=Espanya\|link=Selecció de futbol d'Espanya\|{{#if:\|]] Isidro Lángara - [[Fitxer:Flag of Hungary with arms (state).svg\|23x15px\|border \|alt=Hongria\|link=Selecció de futbol d'Hongria\|{{#if:\|]] Geza Toldi - [[Fitxer:Flag of Egypt 1922.svg\|23x15px\|border \|alt=Egipte\|link=Selecció de futbol d'Egipte\|{{#if:\|]] Abdel Fawzi - [[Fitxer:Flag of the Czech Republic.svg\|23x15px\|border \|alt=Txecoslovàquia\|link=Selecció de futbol de Txecoslovàquia\|{{#if:\|]] Antonin Puc - [[Fitxer:Flag of Germany (1933-1935).svg\|23x15px\|border \|alt=Alemanya\|link=Selecció de futbol d'Alemanya\|{{#if:\|]] Karl Hohmann - [[Fitxer:Flag of Germany (1933-1935).svg\|23x15px\|border \|alt=Alemanya\|link=Selecció de futbol d'Alemanya\|{{#if:\|]] Ernst Lehner - [[Fitxer:Flag of Austria.svg\|23x15px\|border \|alt=Àustria\|link=Selecció de futbol d'Àustria\|{{#if:\|]] Hans Horvath | 1 gol - [[Fitxer:Flag of France (1794–1815, 1830–1974).svg\|23x15px\|border \|alt=França\|link=Selecció de futbol de França\|{{#if:\|]] Jean Nicolas - [[Fitxer:Flag of France (1794–1815, 1830–1974).svg\|23x15px\|border \|alt=França\|link=Selecció de futbol de França\|{{#if:\|]] Georges Verriest - [[Fitxer:Flag of Austria.svg\|23x15px\|border \|alt=Àustria\|link=Selecció de futbol d'Àustria\|{{#if:\|]] Matthias Sindelar - [[Fitxer:Flag of Austria.svg\|23x15px\|border \|alt=Àustria\|link=Selecció de futbol d'Àustria\|{{#if:\|]] Toni Schall - [[Fitxer:Flag of Austria.svg\|23x15px\|border \|alt=Àustria\|link=Selecció de futbol d'Àustria\|{{#if:\|]] Pepi Bican - [[Fitxer:Flag of Austria.svg\|23x15px\|border \|alt=Àustria\|link=Selecció de futbol d'Àustria\|{{#if:\|]] Karl Zischek - [[Fitxer:Flag of Austria.svg\|23x15px\|border \|alt=Àustria\|link=Selecció de futbol d'Àustria\|{{#if:\|]] Karl Sesta - [[Fitxer:U.S. flag, 48 stars.svg\|23x15px\|border \|alt=Estats Units d'Amèrica\|link=Selecció de futbol dels Estats Units\|{{#if:\|]] Aldo Donelli - [[Fitxer:Flag of Germany (1933-1935).svg\|23x15px\|border \|alt=Alemanya\|link=Selecció de futbol d'Alemanya\|{{#if:\|]] Stanislaus Kobierski - [[Fitxer:Flag of Germany (1933-1935).svg\|23x15px\|border \|alt=Alemanya\|link=Selecció de futbol d'Alemanya\|{{#if:\|]] Otto Siffling - [[Fitxer:Flag of Germany (1933-1935).svg\|23x15px\|border \|alt=Alemanya\|link=Selecció de futbol d'Alemanya\|{{#if:\|]] Rudolf Noack - [[Fitxer:Flag of Romania.svg\|23x15px\|border \|alt=Romania\|link=Selecció de futbol de Romania\|{{#if:\|]] Stefan Dobai - [[Fitxer:Flag of the Czech Republic.svg\|23x15px\|border \|alt=Txecoslovàquia\|link=Selecció de futbol de Txecoslovàquia\|{{#if:\|]] Frantisek Svoboda - [[Fitxer:Flag of the Czech Republic.svg\|23x15px\|border \|alt=Txecoslovàquia\|link=Selecció de futbol de Txecoslovàquia\|{{#if:\|]] Jiří Sobotka | - [[Fitxer:Flag of the Netherlands.svg\|23x15px\|border \|alt=Països Baixos\|link=Selecció de futbol dels Països Baixos\|{{#if:\|]] Kick Smit - [[Fitxer:Flag of the Netherlands.svg\|23x15px\|border \|alt=Països Baixos\|link=Selecció de futbol dels Països Baixos\|{{#if:\|]] Leen Vente - [[Fitxer:Flag of Switzerland.svg\|23x16px\|border \|alt=Suïssa\|link=Selecció de futbol de Suïssa\|{{#if:\|]] Andre Abegglen - [[Fitxer:Flag of Switzerland.svg\|23x16px\|border \|alt=Suïssa\|link=Selecció de futbol de Suïssa\|{{#if:\|]] Willy Jaeggi - [[Fitxer:Flag of Argentina.svg\|23x15px\|border \|alt=Argentina\|link=Selecció de futbol de l'Argentina\|{{#if:\|]] Ernesto Belis - [[Fitxer:Flag of Argentina.svg\|23x15px\|border \|alt=Argentina\|link=Selecció de futbol de l'Argentina\|{{#if:\|]] Alberto Galateo - [[Fitxer:Flag of Sweden.svg\|23x15px\|border \|alt=Suècia\|link=Selecció de futbol de Suècia\|{{#if:\|]] Knut Kroon - [[Fitxer:Flag of Sweden.svg\|23x15px\|border \|alt=Suècia\|link=Selecció de futbol de Suècia\|{{#if:\|]] Gosta Dunker - [[Fitxer:Flag of Spain (1931–1939).svg\|23x15px\|border \|alt=Espanya\|link=Selecció de futbol d'Espanya\|{{#if:\|]] José Iraragorri - [[Fitxer:Flag of Spain (1931–1939).svg\|23x15px\|border \|alt=Espanya\|link=Selecció de futbol d'Espanya\|{{#if:\|]] Luis Regueiro - [[Fitxer:Flag of Brazil.svg\|23x15px\|border \|alt=Brasil\|link=Selecció de futbol del Brasil\|{{#if:\|]] Leonidas da Silva - [[Fitxer:Flag of Hungary with arms (state).svg\|23x15px\|border \|alt=Hongria\|link=Selecció de futbol d'Hongria\|{{#if:\|]] Pál Teleki - [[Fitxer:Flag of Hungary with arms (state).svg\|23x15px\|border \|alt=Hongria\|link=Selecció de futbol d'Hongria\|{{#if:\|]] Jeno Vincze - [[Fitxer:Flag of Hungary with arms (state).svg\|23x15px\|border \|alt=Hongria\|link=Selecció de futbol d'Hongria\|{{#if:\|]] Gyorgy Sarosi - [[Fitxer:Flag of Italy (1861-1946).svg\|23x15px\|border \|alt=Itàlia\|link=Selecció de futbol d'Itàlia\|{{#if:\|]] Enrico Guaita |

Algunes fonts atorguen quatre gols a Nejedlý. Les dades oficials de la FIFA n'hi atorguen cinc.